# Старосілля (Брянський район)
Старосілля (рос. Староселье) — присілок в Брянському районі Брянської області Російської Федерації.
Населення становить 397 осіб. Входить до складу муніципального утворення Отрадненське сільське поселення.

## Історія
Від 2005 року входить до складу муніципального утворення Отрадненське сільське поселення.

## Населення
| 2010 | 2013 |
| ---- | ---- |
| 384  | ↗397 |